# Goldfund von Lorup

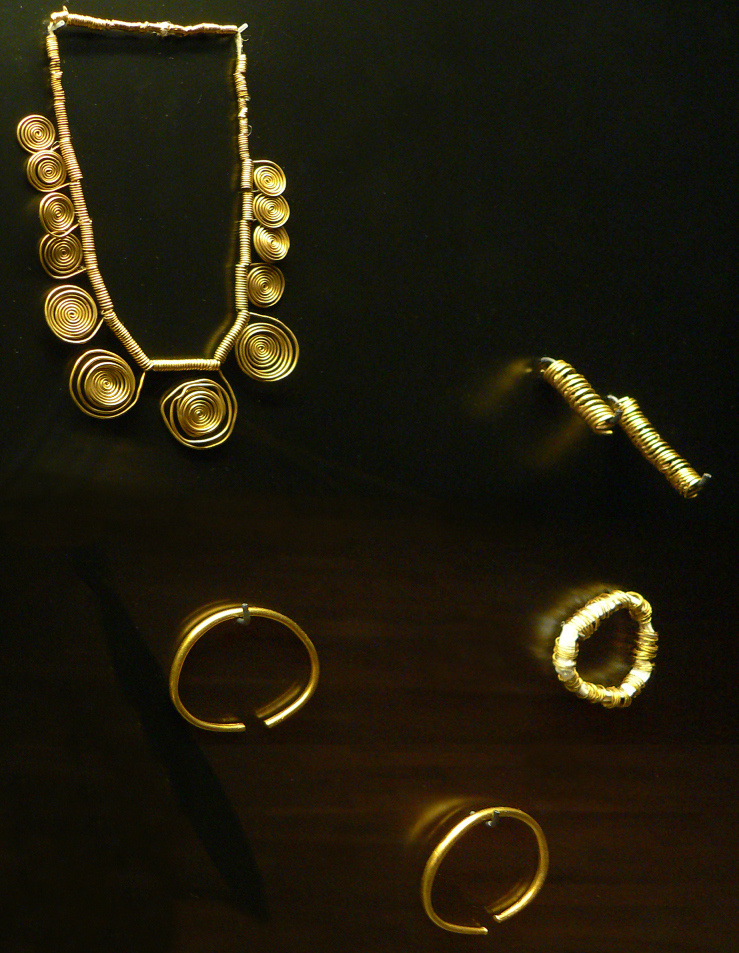
Goldfund von Lorup

Der Goldfund von Lorup im Emsland in Niedersachsen wurde 1892 beim Pflügen im Loruper Moor, im Ohetal geborgen. Der Fundort lag bei der Börger Mühle nahe der Ohe. Er besteht aus 12 Spiralröllchen, deren Ende an einer Seite jeweils zu links- bzw. rechtsläufigen Spiralen gerollt war. Mit weiteren einfachen Spiralröllchen waren sie zu einem Halsschmuck zusammengestellt. Des Weiteren fand man zwei offene, ovale Armringe aus starkem Golddraht mit 5–6 bzw. 6–7 cm Durchmesser sowie eine Bernsteinperle, die vom Städtischen Museum Osnabrück angekauft wurden.
Der Loruper Fund stammt aus der Bronzezeit um 700–600 v. Chr. und ist in seiner Verbindung ohne Parallele. Zwar kommen bereits in der älteren Bronzezeit Süddeutschlands vereinzelte, aus einem gemeinsamen Draht gefertigte Spiralröllchen und -platten vor, doch sind sie aus Bronzedrähten hergestellt. Denkbar ist für Lorup daher auch ein früherer zeitlicher Ansatz.